# 深山静夫
深山 静夫（みやま しずお、生没年不詳）は広島県出身のサッカー選手、サッカー指導者。日本代表選手(全日本)。ディフェンダー。慶應義塾体育会ソッカー部創設者。

## 来歴
野津謙は県立広島中学（現広島県立国泰寺高校）の1年先輩で同校を1917年に卒業し慶應義塾大学へ進学。1919年か1920年頃から、神戸一中出の範田竜平、明倫中学出の下出重喜、東京高等師範学校附属中学（現・筑波大学附属中学校・高等学校）出の斉藤久敏らとボールを蹴り始めた。
1921年、学内の有志を集めて「ブルー・サッカー倶楽部」を創部。同年「慶應アソシエーション・フットボール倶楽部」と改称（1927年慶應義塾体育会ソッカー部に名称変更）。『慶応義塾体育会ソッカー部50年』の中に倶楽部創立にあたり、広島中学の先輩・野津謙の応援があったという記述が見られ、また倶楽部創立発起人のうち、深山が最年長者であることから、倶楽部創立の中心人物と考えられる。
1921年11月に東京で行なわれたア式蹴球全國優勝競技會 (第1回天皇杯全日本サッカー選手権大会）関東予選に参加したが、2回戦で全国優勝した東京蹴球団に敗れた。また野津と共に同年9月の大日本蹴球協会（日本サッカー協会）の創立にも参画した。1923年、慶應義塾大学経済学部を卒業し大阪に勤務。同年大阪であった第6回極東選手権日本代表の関西倶楽部に補強されディフェンダーとして国際Aマッチ2試合（フィリピン、中華民国戦）にフル出場。
その後、広島に帰郷。鯉城蹴球団(鯉城クラブ)の創設に参加し1924年、1925年には同チームの中心的プレイヤーとして清水直右衛門や香川幸、田部辰らと1924年および1925年の明治神宮競技大会兼ア式蹴球全國優勝競技會（第4回天皇杯および第5回天皇杯）を2連覇した。また、1924年の第7回全国中等学校選手権（現全国高等学校サッカー選手権大会）と1928年の第10回大会の審判員等も務めた。
1928年、進徳高女教員となると大日本蹴球協会（日本サッカー協会）中国支部の代表者として運営に専念。自宅を事務局にして長年その運営に当たった。1941年愛知県に転出するまでサッカーに関わったという。以降の経歴は不明である。
※戦前の国際試合を日本サッカー協会は、Aマッチと認定をしていなかったが2007年6月、第6回以降の極東選手権大会を含む20試合をAマッチとして認定した。このため深山らの出場した第6回極東選手権対・フィリピン戦(1923年5月23日)が、日本代表の国際Aマッチ第一戦となった。

## 所属クラブ
- 広島県立広島中学校（現：広島県立広島国泰寺高等学校）
- 慶應義塾大学
- 鯉城蹴球団

## 代表歴

### 出場大会
1923年 第6回極東選手権大会

### 試合数
- 国際Aマッチ 2試合 0得点(1923)

| 日本代表 | 国際Aマッチ | 国際Aマッチ | その他 | その他 | 期間通算 | 期間通算 |
| 年       | 出場        | 得点        | 出場   | 得点   | 出場     | 得点     |
| -------- | ----------- | ----------- | ------ | ------ | -------- | -------- |
| 1923     | 2           | 0           | 0      | 0      | 2        | 0        |
| 通算     | 2           | 0           | 0      | 0      | 2        | 0        |

### 出場
| No. | 開催日         | 開催都市 | スタジアム     | 対戦相手   | 結果 | 監督         | 大会       |
| --- | -------------- | -------- | -------------- | ---------- | ---- | ------------ | ---------- |
| 1.  | 1923年05月23日 | 大阪府   | 大阪市立運動場 | フィリピン | ●1-2 | 西田満寿次郎 | 極東選手権 |
| 2.  | 1923年05月24日 | 大阪府   | 大阪市立運動場 | 中華民国   | ●1-5 | 西田満寿次郎 | 極東選手権 |